# Капралба
Капра̀лба (на италиански: Capralba, на местен диалект: Cavralba, Кавралба) е село и община в Северна Италия, провинция Кремона, регион Ломбардия. Разположено е на 93 m надморска височина. Населението на общината е 2346 души (към 2017 г.).